# Костяев, Виктор Федорович
Виктор Федорович Костяев (8 августа 1935, село Липовка, Жердевский район, Тамбовская область — 20 июня 2021, Пенза) — советский и российский государственный деятель, юрист. Прокурор Пензенской области с 1989 по 2000 гг. Прокурор Марийской АССР с 1987 по 1989 гг. Профессор кафедры «Правосудие» Пензенского государственного университета с 2014 по 2021 гг.  
Почетный работник прокуратуры СССР (1991). Почетный работник прокуратуры Российской Федерации (1993). Заслуженный юрист Пензенской области (2009). 

## Биография
Родился 8 августа 1935 года в селе Липовка Жердевского района Тамбовской области.
С 1954 года по 1958 год проходил срочную службу в Военно-морском флоте СССР. 
В 1962 году окончил Саратовский юридический институт имени Д.И. Курского. 
После окончания института был распределен на работу в органы прокуратуры Тамбовской области. В период с 1962 по 1987 гг. в должностях: следователя прокуратуры Тамбовского района, помощника прокурора Тамбовского района, прокурора отдела по надзору за рассмотрением в судах уголовных дел прокуратуры Тамбовской области, прокурора следственного отдела, помощника прокурора области, начальника отдела общего надзора, первого заместителя прокурора Тамбовской области. 
С 1987 по 1989 г. - прокурор Марийской АССР. 
С декабря 1989 г. до августа 2000 г. - прокурор Пензенской области. 
С 2001 по 2012 гг. - профессор кафедры уголовного права и уголовного процесса Пензенского государственного педагогического университета им. В.Г. Белинского. 
С 2007 по 2015 гг. возглавлял Пензенское областное региональное отделение общероссийской общественной организации ветеранов и пенсионеров прокуратуры.
С 2014 по 2021 гг. - профессор кафедры правосудия Пензенского государственного университета.
В.Ф. Костяева не стало 20 июня 2021 года. Похоронен на Новозападном кладбище г. Пензы.

## Награды
- Орден Почёта
- Медаль «Ветеран труда»;
- медаль ордена «За заслуги перед Пензенской областью»;
- Медаль «200 лет МВД России»;
- Медаль «Ветеран прокуратуры»;
- Медаль Руденко;
- Медаль Ягужинского;
- Медаль «290 лет прокуратуре России»;
- Медаль преподобного Сергия Радонежского II степени;
- Почетный работник прокуратуры СССР (1991);
- Почетный работник прокуратуры Российской Федерации (1993);
- Заслуженный юрист Пензенской области (2009);
- Памятный знак «За заслуги в развитии города Пензы» (24 июня 2010)[4].

## Интервью
- В Пензе прокурору Виктору Костяеву исполнилось 84 года, www.penzainform.ru. 08.08.2019.